# Магнус II (Брауншвайг-Люнебург)
Магнус II, наричан „Торкват“ (с веригата) (на немски: Magnus II Torquatus; * 1324; † 25 юли 1373 при Левесте) от род Велфи (клон Стар Дом Брауншвайг) е херцог на Брауншвайг и Люнебург, от 1369 до смъртта му 1373 г. княз на Люнебург и княз на Брауншвайг-Волфенбютел.

## Живот
Той е най-големият син на Магнус I (1304 – 1369) и съпругата му София фон Бранденбург (1300 – 1356) от Вителсбахите, дъщеря на маркграф Хайнрих I от Бранденбург и Ландсберг (1256 – 1319) от род Аскани, и на Агнес Баварска (1276 – 1340), дъщеря на баварския херцог Лудвиг II Строги и Матилда Хабсбургска и сестра на император Лудвиг Баварски.
Магнус II е убит в битката при Левесте на Дайстер в „Люнебургската наследствена война“ с херцозите от Саксония-Витенберг за Люнебург.

## Деца
Магнус II се жени за Катарина фон Анхалт-Бернбург († 30 януари 1390), дъщеря на княз Бернхард III († 1348) и Агнес фон Саксония-Витенберг († 4 януари 1338). С нея той има 11 деца:
- Катерина Елизабет, ∞ херцог Герхард VI фон Шлезвиг-Холщайн († 1404)
- Фридрих (1357 – 1400), ∞ Анна Саксонска († 1426)
- Ото II (ок. 1364 – 1406), архиепископ на Бремен
- Бернхард I († 1434), ∞ Маргарете Саксонска († 1429)
- Хайнрих I († 1416)
- Агнес I († 1410), ∞ херцог Албрехт I фон Брауншвайг-Грубенхаген (1339 – 1383)
- Хелена, ∞ граф Ерих I фон Хоя († 1426)
- Елизабет († 1420), ∞ граф Мориц IV фон Олденбург (1380 – 1420)
- Агнес II (пр. 1356 – пр. 1434), ∞ херцог Албрехт III фон Мекленбург, от 1363 крал на Швеция
- София (1358 – 1416), ∞ херцог Ерих IV фон Саксония-Лауенбург (1354 – 1411)
- Мехтхилд (1370 – 1433), ∞ граф Ото III фон Хоя († 1428)